# Saint-Crépin-et-Carlucet
Saint-Crépin-et-Carlucet – miejscowość i gmina we Francji, w regionie Nowa Akwitania, w departamencie Dordogne. Nazwa miejscowości pochodzi od imienia św. Kryspina.
Według danych na rok 1990 gminę zamieszkiwały 372 osoby, a gęstość zaludnienia wynosiła 20 osób/km² (wśród 2290 gmin Akwitanii Saint-Crépin-et-Carlucet plasuje się na 817. miejscu pod względem liczby ludności, natomiast pod względem powierzchni na miejscu 592.).